# Ivan Graf
Ivan Graf (ur. 17 czerwca 1987 w Zagrzebiu) – chorwacki piłkarz, występujący na pozycji obrońcy.

## Kariera piłkarska

### Kariera klubowa
Wychowanek Dinama Zagrzeb. W 2008 rozpoczął karierę klubową jako zawodnik amatorskiej drużyny Zagrzeb AMA, skąd przeszedł do NK Vrapče. Latem 2009 został piłkarzem pierwszoligowego klubu Primorje Ajdovščina. Przez problemy finansowe klubu opuścił drużynę, tym bardziej że wygasł kontrakt. 1 marca 2011 podpisał nowy kontrakt z ukraińskim zespołem Tawrija Symferopol, który został anulowany za obopólną zgodą 31 października 2011 roku. W 2012 był zawodnikiem NK Lučko. Zimą 2013 przeszedł do NK Zagreb. W lipcu tegoż roku trafił do Istry 1961. W lutym 2015 przeszedł do Irtyszu Pawłodar, jednakże w lipcu tegoż roku opuścił ten klub.